# Jean Guillaume Barthélemy Thomières
Jean Guillaume Barthélemy Thomières (* 18. August 1771 in Sérignan; † 22. Juli 1812 in Salamanca) war ein französischer Général de brigade der Infanterie. 

## Leben
Mit 22 Jahren trat Thomières 1793 in die Armee ein und konnte sich schon bald in den Revolutionskriegen durch Tapferkeit auszeichnen. Im ersten Koalitionskrieg kämpfte er  vor Dego (14./15. April 1796), Mondovi (20./22. April 1796), Lodi (10. Mai 1796), Bassano (8. September 1796) und Arcole (15./17. November 1796). 
Er wurde mehrfach befördert und kam in der Funktion eines Aide-de-camp in den Stab von Marschall Claude-Victor Perrin gen. Victor. Als solcher nahm er an den Kämpfen bei Montebello (9. Juni 1800) und Marengo (14. Juni 1800). Als der zweite Koalitionskrieg mit dem Frieden von Amiens (25./27. März 1802) beendet wurde, konnte Thomières mit seinen Truppen wieder nach Hause zurückkehren. 
Als Napoleon Bonaparte 1807 seinen Feldzug nach Spanien plante, wurde Thomières wiederum Stabsoffizier. Er nahm an der Invasion Portugals (19./30. November 1807) teil und kämpfte  bei Roliça (17. August 1808) und Vimeiro (21. August 1808). In letzterer wurde er verwundet und konnte erst Ende des Jahres in den aktiven Dienst zurückkehren. 
Er führte in den Kämpfen vor Coruña (16. Januar 1809), Buçaco (27. September 1810) und Fuentes de Oñoro (3./5. Mai 1811) eine Brigade. Im Rang eines Général de brigade kämpfte Thomières unter Marschall Auguste Frédéric Louis Viesse de Marmont in der Schlacht bei Salamanca (22. Juli 1812). Beim Gegenangriff Wellingtons wurde Thomières getötet.

## Ehrungen
- 1. April 1807 Chevalier der Ehrenlegion
- 18. Juni 1809 Baron de l’Émpire
- Sein Name findet sich am westlichen Pfeiler (38. Spalte) des Triumphbogens am Place Charles-de-Gaulle (Paris).